# 2018年冬季残疾人奥林匹克运动会亚美尼亚代表团
2018年冬季残疾人奥林匹克运动会亚美尼亚代表团是亚美尼亚派出的2018年冬季残疾人奥林匹克运动会代表团。未获得奖牌。